# Dirigismo
Dirigismo é uma doutrina econômica na qual o estado desempenha um forte papel diretivo em oposição a um papel meramente regulador ou não intervencionista sobre uma economia de mercado capitalista. Como doutrina econômica, o dirigismo é o oposto do laissez-faire, enfatizando um papel positivo para a intervenção do Estado na contenção de ineficiências produtivas e falhas de mercado. As políticas do Dirigismo geralmente incluem o planejamento indicativo, investimentos feitos por parte do Estado e o uso de instrumentos de mercado como impostos e subsídios, para incentivar as entidades de mercado a cumprirem os objetivos econômicos do Estado.
O termo surgiu na era do pós-guerra para descrever as políticas econômicas da França, que incluíam grandes investimentos feitos pelo estado, o uso de um planejamento econômico indicativo para complementar o mecanismo de mercado e o estabelecimento de empresas estatais em setores estratégicos. Coincidiu tanto com o período de crescimento econômico e demográfico conhecido como os Trinta Anos Gloriosos, posterior à guerra, quanto com a desaceleração iniciada com a crise petrolífera de 1973.
O termo foi posteriormente utilizado para classificar outras economias que seguiram políticas semelhantes, mais notavelmente as economias dos tigres asiáticos, a Índia durante o período pré-liberalização e, mais recentemente, a economia da República Popular da China. O capitalismo de estado é um conceito relacionado.
A maioria das economias modernas podem ser caracterizadas como dirigistas em um certo grau, pois o estado pode exercer ação diretiva realizando ou subsidiando pesquisas e o desenvolvimento de novas tecnologias por meio de compras governamentais (especialmente no setor militar) ou por meio de institutos de pesquisa administrados pelo estado.

## Na França
Antes da Segunda Guerra Mundial, a França tinha um sistema econômico capitalista relativamente fragmentado. As muitas pequenas empresas, muitas vezes de propriedade familiar, muitas vezes não eram dinâmicas e eficientes em comparação com os grandes aglomerados industriais da Alemanha ou dos Estados Unidos. Como é sabido, a Segunda Guerra Mundial devastou a França. Estradas de ferro e indústrias foram destruídas por bombardeios aéreos e sabotagem, e indústrias foram ocupadas pela Alemanha nazista. Nos anos imediatos do pós-guerra ocorreram longos anos de racionamento (como o sistema aplicado naquele período no Reino Unido). Algumas seções do mundo político e empresarial francês perderam autoridade após colaborarem com os ocupantes alemães.
Os governos franceses do pós-guerra, de qualquer lado político, geralmente buscavam um desenvolvimento econômico racional e eficiente, com o objetivo de longo prazo de igualar à economia altamente desenvolvida e tecnologicamente avançada dos Estados Unidos. O desenvolvimento do dirigismo francês coincidiu com o desenvolvimento da tecnocracia meritocrática: a Escola Nacional de Administração, que abastecia o estado com administradores de alto nível, enquanto as posições de liderança na indústria eram compostas por engenheiros estaduais do Corpo de Minas e outro pessoal treinado na Escola Politécnica .
Durante o período de 1945 a 1975, a França experimentou um crescimento econômico sem precedentes (5,1% em média) e uma explosão demográfica, levando à cunhagem do termo Trente Glorieuses.
O dirigismo floresceu sob os governos de centro-direita de Charles de Gaulle e Georges Pompidou . Naquela época, a política era vista como um meio-termo entre a política americana de pouco envolvimento do Estado e a política soviética de controle total do Estado. Em 1981, o presidente socialista François Mitterrand foi eleito, prometendo maior empreendimento estatal na economia; seu governo logo nacionalizou indústrias e bancos. No entanto, em 1983, os maus resultados econômicos iniciais forçaram o governo a renunciar ao dirigismo e iniciar a era do rigueur ("rigor"). O dirigismo permaneceu desfavorecido pelos governos subsequentes, embora algumas de suas características permaneceram.

### Planejamento indicativo
A principal ferramenta francesa sob o dirigismo era o planejamento indicativo por meio de planos elaborados pelo Commissariat général du plan ("Comissão para o Plano"). O planejamento indicativo usou vários incentivos para induzir os atores públicos e privados a se comportarem de maneira ótima, com o plano servindo como uma diretriz geral para o investimento ideal. Durante este período, a França nunca deixou de ser uma economia capitalista dirigida pela acumulação de capital, pela maximização do lucro empresarial e pela alocação de bens de produção baseada no mercado.
Em contraste com o planejamento central do tipo soviético, onde o planejamento econômico substituiu o lucro privado, incentivou o investimento e operou os fatores de produção de acordo com um plano vinculativo, o Estado francês nunca teve mais do que uma minoria da indústria e não buscou substituir o lucro privado pelo planejamento central. A ideia do dirigismo é complementar e melhorar a eficiência do mercado por meio de um planejamento indireto que visa fornecer melhores informações aos participantes do mercado. Esse conceito é contrastado com a economia planejada, que visa substituir a alocação de produção e investimento baseada no mercado por um plano de produção vinculativo expresso em unidades de quantidades físicas.

### Propriedade estatal
Como a indústria francesa antes da Segunda Guerra Mundial era fraca devido à fragmentação, o governo francês encorajou fusões e a formação de "campeões nacionais": grandes aglomerados industriais apoiados pelo Estado.
Duas áreas em que o governo francês buscou maior controle foram as de infraestrutura e o sistema de transporte. O governo francês possuía a empresa ferroviária nacional SNCF, a empresa pública de eletricidade EDF, a empresa pública nacional de gás natural GDF, a companhia aérea nacional Air France; os serviços de telefone e correio eram operados como administração PTT. O governo decidiu devolver a construção da maioria das autoestradas a empresas semi-privadas, em vez de administrá-las ele mesmo. Outras áreas em que o governo francês interveio diretamente foram as indústrias de defesa, nuclear e aeroespacial.
Este desenvolvimento foi marcado pelo voluntarismo, a crença de que as dificuldades (por exemplo, devastação do pós-guerra, falta de recursos naturais) poderiam ser superadas com força de vontade e engenhosidade. Por exemplo, após a crise petrolífera de 1973, o ditado "Na França não temos petróleo, mas temos ideias" foi cunhado. O Voluntarismo enfatizou a modernização, resultando em uma variedade de planos estaduais ambiciosos. Exemplos dessa tendência incluem o uso extensivo de energia nuclear (cerca de 80% do consumo elétrico francês), o Minitel, um dos primeiros sistemas online para as massas, e o TGV, uma rede ferroviária de alta velocidade.

## Na Índia
O dirigismo é visto na Índia especialmente durante o período pré-liberalização (1947-1991), após o fim do domínio britânico, a política doméstica na Índia tendeu ao protecionismo, com forte ênfase na industrialização por substituição de importações, intervencionismo econômico, um grande setor público administrado pelo governo, regulamentação de negócios e planejamento central, enquanto as políticas de comércio e investimento estrangeiro eram relativamente liberais. No entanto, em relação ao comércio e ao investimento estrangeiro, outros autores discordam afirmando que foram mantidas altas barreiras tarifárias, com direitos de importação de 350% não sendo incomuns, e também havia restrições severas à entrada de mercadorias estrangeiras, capital e tecnologia.
O estado tem controle total e propriedade das ferrovias; controle majoritário e participação no setor bancário, seguros, indústrias de eletricidade, petróleo e gás e usinas de energia, e tem controle substancial sobre as indústrias de telecomunicações, portuária e marítima, entre outras indústrias, estas foram efetivamente nacionalizadas em meados da década de 1950.

## Outras economias com características dirigistas
O dirigismo econômico foi descrito como um aspecto inerente das economias fascistas pelo autor húngaro Iván T. Berend em seu livro Uma História Econômica da Europa do Século XX. No entanto, os sistemas fascistas criados por Benito Mussolini (Itália), António Salazar (Portugal), Francisco Franco (Espanha), Imperador Hirohito (Japão) e Adolf Hitler (Alemanha), são uma mistura variada de elementos de várias filosofias, incluindo o nacionalismo, autoritarismo, militarismo, corporativismo, coletivismo, totalitarismo e anticomunismo.
O dirigismo foi criado como um esquema político-econômico em desacordo com o capitalismo de laissez-faire no contexto das propriedades francesas no exterior. Em vários graus ao longo do período pós-colonial, países como o Líbano e a Síria foram influenciados por esse motivo.
As economias dos tigres asiáticos são às vezes caracterizadas como "dirigistas" devido ao forte papel desempenhado pelo estado no planejamento do desenvolvimento e na orientação dos investimentos do país.

### Economias com dirigismo ou políticas semelhantes
- American School (1860-1970), o modelo americano
- Consenso de Pequim, o modelo chinês
- Economia da França (1945-1975), também conhecida como Trente Glorieuses
- Economia de Cingapura
- Economia de Taiwan
- Quatro tigres asiáticos
- Modelo alemão, o modelo econômico alemão do pós-guerra
- Milagre econômico japonês
- Política Nacional (1876–1920), o modelo canadense